# Kang Nam 1
Die Kang Nam 1 war ein Binnen- und Küstenmotorfrachtschiff, das 2009 mediale Aufmerksamkeit erlangte, da es im Verdacht stand, nordkoreanische Waffen nach Myanmar zu transportieren.

## Geschichte bis 2009 und Charakteristika
Das Schiff wurde 1989 auf der VEB Elbe-Werften Boizenburg/Roßlau unter der Baunummer 345 als 45. Einheit der Serie STK-1700 unter dem Namen Sun-Ward gebaut. Das Schiff hatte serienmäßig zwei Laderäume mit einem Gesamtvolumen von 1.940 Kubikmetern und konnte 70 TEU laden. Das Deckhaus befand sich mittschiffs.
Das Schiff fuhr anfangs mit ihren Schwesterschiffen Sun-Beam (Seriennummer 43) und Sun-Shine (Seriennummer 44) für die Sunship Schiffahrtskontor KG. Im Jahr 1993 wurde es zweimal weiterverkauft und schließlich bis 2000 als Hai Da von der chinesischen Reederei Xiamen General Shipping betrieben. Im Jahr 2000 wurde das Schiff an die südkoreanische Jang Yung Line verkauft und in Jang Yung Ace umbenannt.
Mitte der 2000er Jahre wurde das Schiff von einer nordkoreanischen Reederei erworben und in Kang Nam 1 umbenannt. Von Ende Oktober bis Anfang November 2006 wurde das Schiff im Hafen von Hongkong aufgrund von Mängeln festgehalten.

## Vorfälle und Geschichte ab 2009

### Vorfall 2009
Am 17. Juni 2009 lief das Schiff aus Nordkorea aus und wurde von südkoreanischen Behörden beschuldigt, Gewehre und Panzerabwehrhandwaffen mit Ziel Myanmar an Bord zu haben. Kurz vor Auslaufen war die Resolution 1874 im VN-Sicherheitsrat angenommen worden, die zum Zweck hat, Nordkoreas Handel mit Waffen im Zuge anhaltender Atomtests einzuschränken und zu überwachen. Die Resolution ermöglicht es unter anderem, Schiffe, die im Verdacht stehen, diese Einschränkungen zu umgehen, anzuhalten und zu durchsuchen. Die Kang Nam 1 wurde daraufhin von einem US-Marineschiff beschattet, was sie zum ersten Schiff machte, das im Zuge der Resolution 1874 überwacht wurde. Ende Juni desselben Jahres drehte die Kang Nam 1, ohne das vermutete Ziel Myanmar erreicht zu haben, auf offener See um und lief wieder in Nordkorea ein.

### Vorfall 2020
2020 wurde das Schiff in Kum San Pho 3 umbenannt. Im Jahr 2021 wurde die Kum San Pho 3 als eines von mehreren nordkoreanischen Schiffen beschuldigt, im Sommer 2020 zur Umgehung von Resolution 1874 an Schiff-zu-Schiff-Transfers von nordkoreanischer Kohle auf See in chinesischen Hoheitsgewässern beteiligt gewesen zu sein.
Im Mai 2021 befand sich das Schiff seit Januar desselben Jahres vor dem Hafen von Namp’o in Quarantäne. Das Schiff wurde 2024 verschrottet.